# Dresdner Linksextremismusprozess

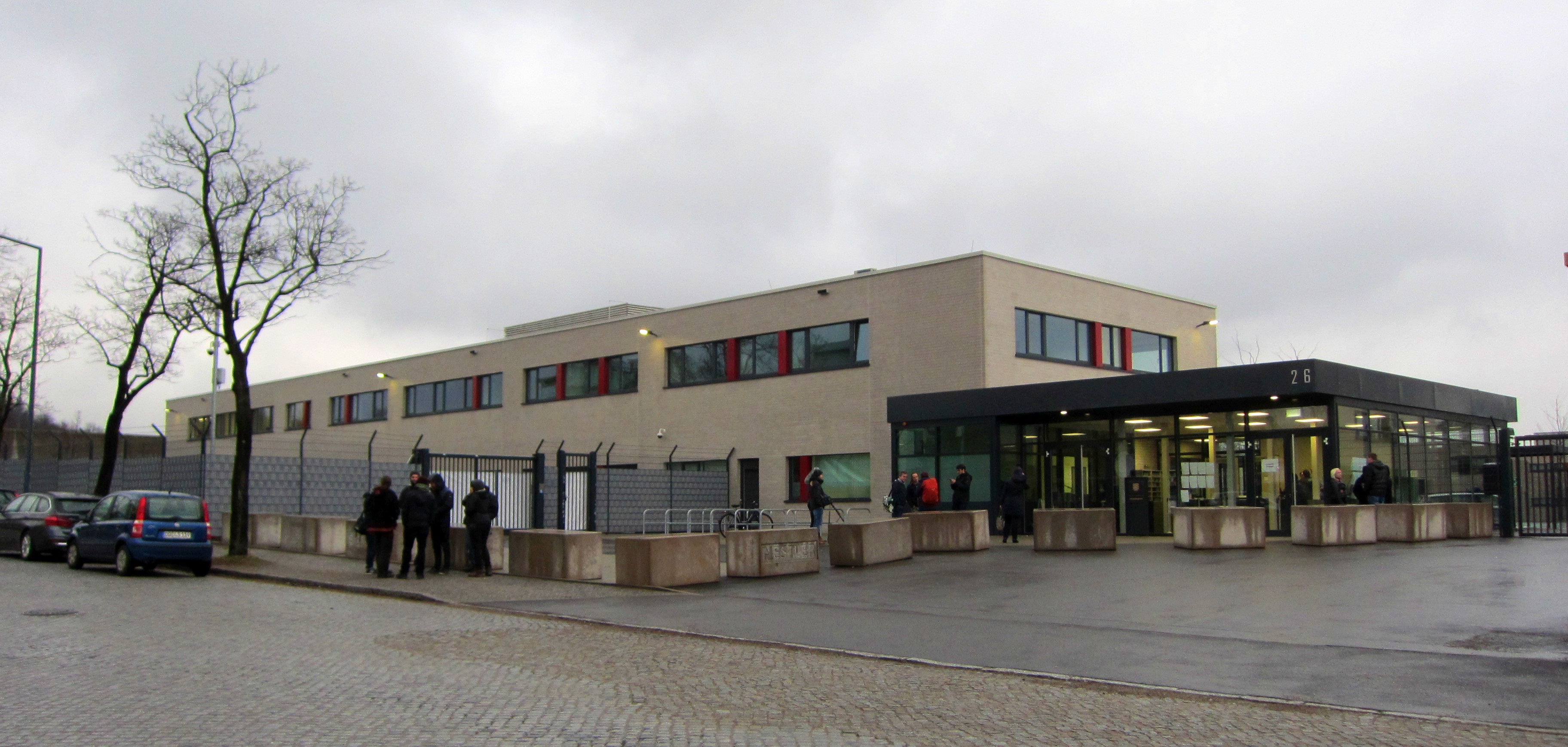
Hochsicherheitssaal des Oberlandesgerichts Dresden

Zeitleiste

Als Dresdner Linksextremismusprozess wird ein Strafprozess vor dem Staatsschutzsenat des Oberlandesgerichts Dresden bezeichnet, in dem von September 2021 bis Mai 2023 eine Reihe von linksextremen Überfällen mit gefährlicher Körperverletzung verhandelt wurde. Angeklagt waren vier Personen, die an unterschiedlichen Orten in Sachsen und Thüringen zwischen 2018 und 2020 nach Ermittlungsergebnissen der Polizei gezielt Personen aus dem tatsächlich oder mutmaßlich rechtsextremen Milieu angegriffen haben. Bis auf eine Ausnahme sollen die Angriffe nach Ermittlungsergebnissen geplant gewesen sein.
Das Oberlandesgericht Dresden verurteilte die Studentin Lina E. und drei weitere Angeklagte in erster Instanz unter anderem wegen Mitgliedschaft in beziehungsweise Unterstützung einer kriminellen Vereinigung und wegen mehrfachen gefährlichen Körperverletzungen zu Freiheitsstrafen von knapp zweieinhalb Jahren bis über fünf Jahren. Hinsichtlich mehrerer Überfälle ergingen Freisprüche. Alle Angeklagten und die Bundesanwaltschaft legten Revision ein. Der Bundesgerichtshof bestätigte im Wesentlichen das erstinstanzliche Urteil gegen Lina E., über die Revisionen, die die anderen Angeklagten betreffen, ist bisher noch nicht rechtskräftig entschieden.

## Bezeichnung
Häufig wird von der „Gruppe um Lina E.“ geschrieben. Einige Medien bezeichnen sie als „Hammerbande“, weil teilweise Hämmer als Waffe verwendet wurden.
Gelegentlich wird das Verfahren gänzlich auf Lina E. reduziert und Medien schreiben vom „Fall Lina E.“ oder vom „Prozess gegen Lina E.“ Das Oberlandesgericht Dresden schreibt von „Staatsschutzverfahren gegen Lina E. u.a.“ oder kürzer vom „Verfahren gegen Lina E. u.a.“. Der Verfassungsschutzbericht für das Jahr 2022 erwähnt den „Strafprozess gegen Lina E. und weitere Angeklagte“. Manche Medien schreiben allgemeiner vom „Linksextremismusprozess“. Weitere Bezeichnungen sind „Antifa-Ost-Prozess“ und „Antifa-Ost-Verfahren“.

## Überfälle laut Anklage
Der Gruppe wurden nach Anklage mindestens sechs Überfälle zwischen Oktober 2018 und Frühjahr 2020 vorgeworfen, bei denen insgesamt 13 Personen aus dem tatsächlichen oder angeblich rechtsextremen Spektrum verletzt worden sein sollen, mehrere davon lebensgefährlich. Gemäß Beweiserhebung folterte die Gruppe ihre Opfer mit Hämmern und übergoss sie teilweise mit chlorhaltiger Flüssigkeit.
In der Anklage hieß es, die Gruppe habe ab August 2018 als kriminelle Vereinigung das gemeinsame Ziel gehabt, Rechtsextreme „planvoll anzugreifen“. Im selben Monat soll Lina E. nach Anklagevorwurf begonnen haben, das spätere Opfer eines Überfalls Cedric S. auszuspähen.

### 2. Oktober 2018: Enrico Böhm in Leipzig-Gohlis
In Leipzig-Gohlis wurde der damalige Leipziger Stadtrat (fraktionslos, früher NPD) Enrico Böhm morgens beim Verlassen seines Wohnhauses von vier Vermummten verprügelt und mit Pfefferspray attackiert. Er erlitt einen Bruch der Kniescheibe und Prellungen im Gesicht. Im Prozess sagte Böhm am 21. September 2021 jedoch aus, dass keine Frau beteiligt gewesen sei, und entlastete damit Lina E.
Gegen den rechtsextremen Böhm wurde ebenfalls wegen des Verdachts der Bildung einer kriminellen Vereinigung ermittelt. Im April 2024 wurde er zu zwei Jahren und sechs Monaten Haft verurteilt. (Zur Person siehe auch: Verlag Der Schelm)

### 30. Oktober 2018: Cedric S. in Wurzen
Am Abend wurde in Wurzen Cedric S. in einer schlecht einsehbaren Gasse kurz vor seinem Zuhause überfallen. Zwei Vermummte traten ihn und schlugen ihn mit einem Teleskopschlagstock. Cedric S. gilt als stadtbekannter, bekennender Neonazi und wurde im Jahr 2016 wegen seiner Beteiligung am Überfall auf Connewitz verurteilt.
Cedric S. erlitt mehrere Prellungen und Frakturen an der Wirbelsäule, die potenziell lebensgefährlich waren.

### 8. Januar 2019: Kanalarbeiter in Leipzig-Connewitz

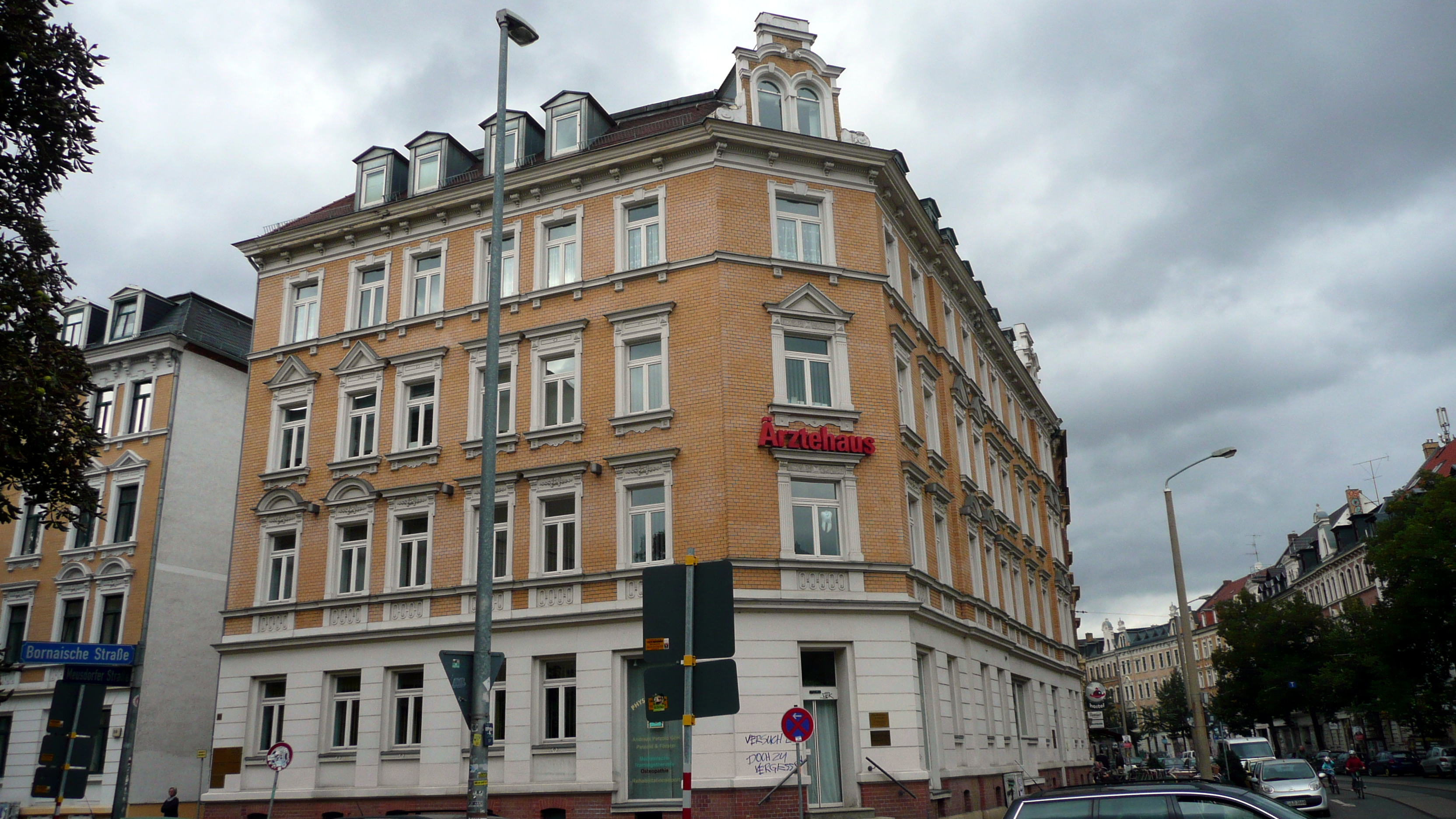
Bornaische Straße auf Höhe des Tatorts

Der damals 31-jährige Kanalarbeiter Tobias N. war mit drei Kollegen in der Bornaischen Straße in Leipzig-Connewitz im Einsatz, als ihn fünf Vermummte überfielen, darunter eine Frau. Er wurde am Kopf und Rücken geschlagen und trug lebensgefährliche Verletzungen davon. Im Prozess sagte er am 14. September 2021 aus, er leide weiterhin unter Schmerzen, Nervenschäden und einer Angststörung. Die Täter überfielen ihn offenbar spontan, weil er eine Mütze der bekannten rechten Modemarke „Greifvogel Wear“ trug und sollen gerufen haben: „Das ist ein Nazi, der hat es verdient.“

### 19. Oktober 2019: „Bull’s Eye“ in Eisenach

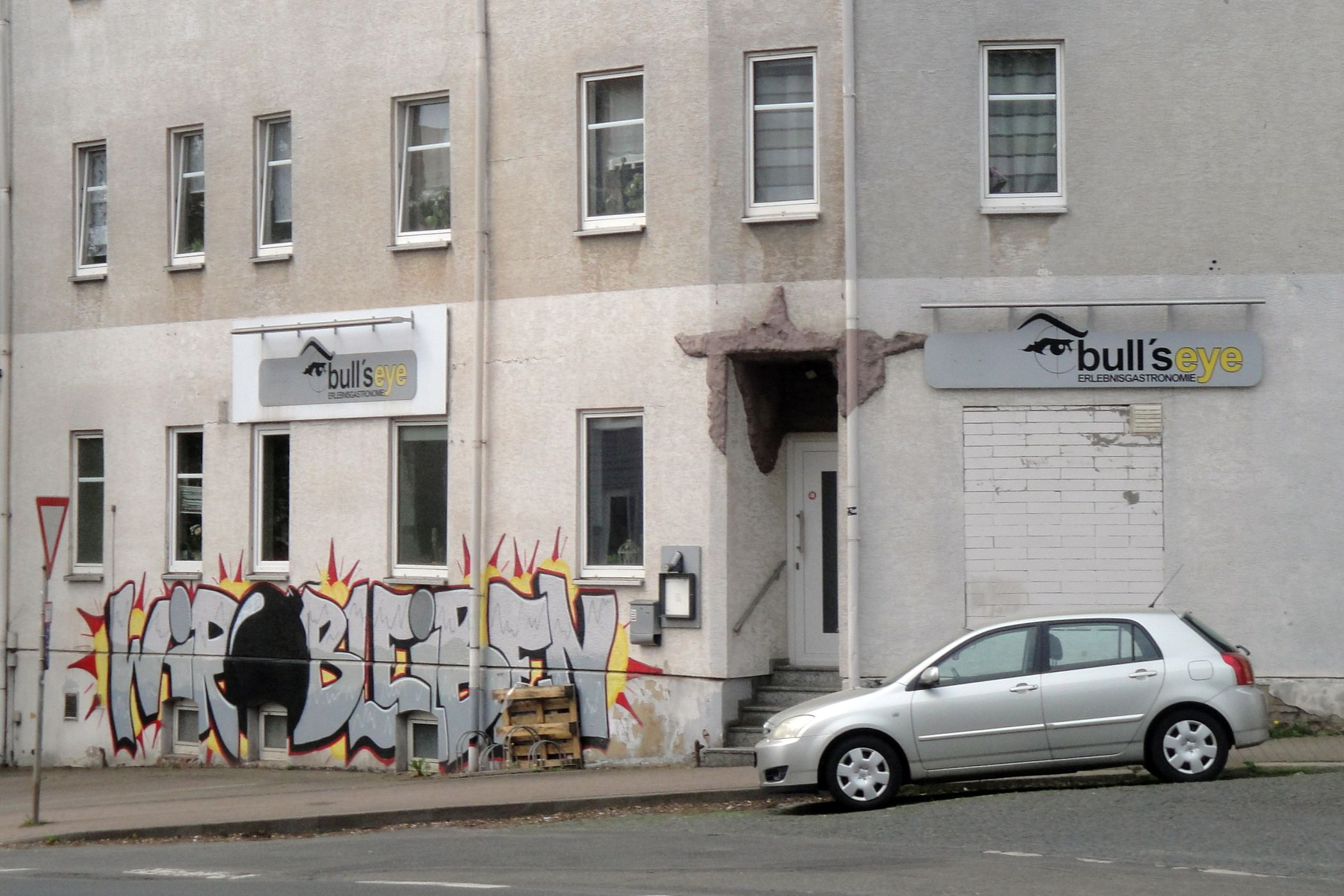
Kneipe „Bull’s Eye“ (2024)

An diesem Abend stürmte eine Gruppe von 10 bis 15 Vermummten kurz nach Mitternacht die rechtsextreme Szenekneipe „Bull’s Eye“ in Eisenach. Im Laufe lediglich einer Minute zerschlugen sie Fensterscheiben und Gläser und griffen den Wirt Leon R. und fünf seiner Gäste an, unter anderem mit einem Baseballschläger.
Leon R. (* 1997 oder 1998) gilt als „zentrale Figur der militanten Neonazi-Szene in Westthüringen“. Gegen R. selbst wurde ebenfalls ermittelt. Am 2. Mai 2023 klagte die Bundesanwaltschaft R. und drei weitere mutmaßliche Mitglieder der Gruppe Knockout 51 u. a. wegen hinreichenden Tatverdachts der Mitgliedschaft in einer und Gründung einer kriminellen und terroristischen Vereinigung und mehrfacher gefährlicher Körperverletzung an. Während R. bei der polizeilichen Aussage noch keine Frau erwähnte, sagte er im Prozess aus, eine Frau habe Reizgas versprüht und den übrigen Tätern das Kommando zum Rückzug erteilt. Dies soll laut Anklage Lina E. gewesen sein.

### 13./14. Dezember 2019: erneut Leon R. in Eisenach
In der Nacht vom 13. auf den 14. Dezember 2019 gegen 3 Uhr ließ sich der Betreiber des „Bull’s Eye“ Leon R. von Bekannten nach Hause fahren, wo er erneut überfallen wurde. Als er ein Cuttermesser und Pfefferspray zog, ließen die Angreifer von ihm ab und attackierten stattdessen den Pkw und die drei Insassen mit Metallstangen und einem Hammer. Dabei sollen die Täter gerufen haben: „Leon soll aufhören mit dem Scheiß, sonst bringen wir ihn das nächste Mal um.“ Am Ende soll die gleiche Frauenstimme wie beim Überfall über das „Bull’s Eye“, laut Anklage Lina E., wieder das Kommando zum Rückzug gegeben haben.
Im Anschluss konnte die Polizei zwei Pkw vom Tatort verfolgen – einer davon der silberfarbene VW Golf von Lina E., der auf ihre Mutter zugelassen war, an dem aber gestohlene Kennzeichen angebracht waren. Als die Polizei den Wagen im Stadtteil Ramsborn stoppen konnte, befanden sich darin Lina E. und Lennart A., ein Axtstiel mit Glassplittern und der DNS von Lennart A. sowie die Originalkennzeichen. Fünf andere Personen flüchteten mit einem schwarzen Škoda Octavia, der einem weiteren Angeklagten gehörte, über die A4 Richtung Frankfurt am Main. Sie wurden in Wommen gestoppt, wo drei von ihnen festgenommen wurden. Die anderen beiden konnten fliehen. In einem dritten Auto waren Jonathan Philipp M. und Johannes D. nach Eisenach unterwegs, die mit ihrem Smart Fortwo sowohl bei der Hinfahrt als auch bei der Rückfahrt auf der A4 bei Jena geblitzt wurden.
Am 13. Dezember, dem Tag vor diesem Überfall, soll Lina E. in einem Leipziger Baumarkt versucht haben, zwei Hämmer zu stehlen. Sie wurde von einem Sicherheitsmitarbeiter ertappt, versetzte ihm einen Stoß in den Bauch und floh, wurde aber später von der Polizei gestellt, die ihre Identität erfasste. Danach fuhr sie nach Eisenach.
Vor diesem Überfall hatte die Polizei keine konkreten Hinweise, welche Einzelpersonen an der Anschlagsserie beteiligt waren. Insbesondere Lina E. war zuvor nie strafrechtlich in Erscheinung getreten. Erst danach begann sie, die Gruppe zu observieren, und stattete ein Auto von Jonathan Philipp M. mit einem Abhörmikrofon aus.

### 15. Februar 2020: Bahnhof in Wurzen

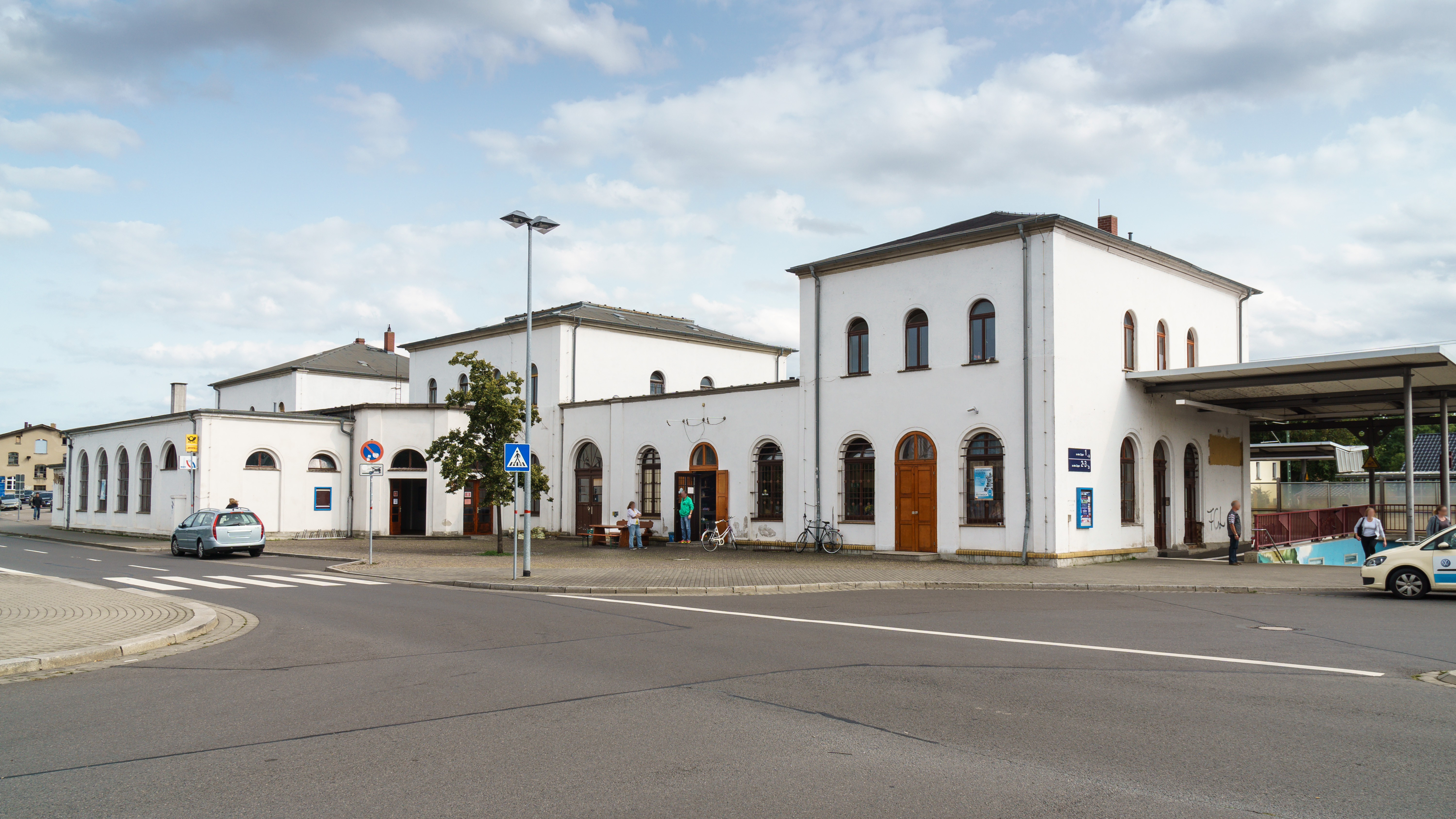
Bahnhof Wurzen

Eine sechsköpfige Gruppe von Neonazis wurde nach dem Aussteigen am Bahnhof in Wurzen von 15 bis 20 Vermummten mit Schlagstöcken und Bierflaschen angegriffen. Vier Opfer erlitten durch die Schläge und Tritte lebensgefährliche Verletzungen. Die Gruppe der Angegriffenen führte eine Reichskriegsflagge mit sich und war gerade von einem rechten Szeneaufmarsch aus Dresden zurückgekehrt, den ein NPD-Funktionär zum Gedenken an den 13. Februar 1945 in Dresden organisiert hatte.
Aufnahmen der Videoüberwachung zeigten, dass die Zugpassagiere während der Fahrt von einer Frau und einem Mann ausgekundschaftet worden waren, die die Polizei später als Lina E. und Johann G. identifizierte. Diese zwei Personen gaben per Telefon Anweisungen für den Überfall, beteiligten sich aber nicht unmittelbar daran, sondern fuhren mit dem Zug weiter nach Leipzig.

## Mutmaßlich geplanter Überfall im Juni 2020 in Leipzig
Lina E. soll im Frühsommer 2020 den angehenden Juristen und rechten Kampfsportler Brian E. (* 1992) als nächstes Opfer ausgewählt und ihn ausgespäht haben. Vor einem Prüfungstermin am 8. Juni 2020 in Leipzig-Plagwitz warnte ihn die Polizei vor einem konkret zu erwartenden Anschlag und gab ihm Begleitschutz. Die Schutzmaßnahmen seien von der Gruppe um Lina E. bemerkt worden, woraufhin die Anschlagspläne verworfen worden seien.
Brian E. war ebenfalls am Überfall auf Connewitz 2016 beteiligt. Deshalb wurde er Ende 2018 wegen Landfriedensbruchs zu einer Bewährungsstrafe von einem Jahr und vier Monaten verurteilt. Das Oberlandesgericht Dresden verwarf seine Revision, ermöglichte ihm aber, das Rechtsreferendariat fortzusetzen. Das wurde mit der Berufsfreiheit begründet, denn es bestehe keine Möglichkeit, „den juristischen Vorbereitungsdienst außerhalb der Justiz zu absolvieren“. Ein Sprecher des Sächsischen Justizministeriums stellte jedoch klar: „Die Übernahme in ein Beamten- oder Richterverhältnis in der sächsischen Justiz ist nach einer rechtskräftigen Verurteilung der genannten Art ausgeschlossen.“

## Angeklagte

### Lina E.
Lina E. (* 1995 in Kassel) ist Tochter einer Sozialpädagogin und eines Oberstudienrats, wuchs im Stadtteil Kirchditmold auf und machte 2013 an der Jacob-Grimm-Schule in Kassel ihr Abitur. Sie wurde nach Angaben von Bekannten durch die Aufdeckung der NSU-Mordserie ab 2011 politisiert – in ihrer Heimatstadt Kassel hatte sich 2006 mit dem Mord an Halit Yozgat die letzte Tat der Serie ereignet.
Sie studierte Erziehungswissenschaften an der Martin-Luther-Universität Halle-Wittenberg. Ihre Bachelor-Arbeit schrieb sie über den Umgang mit Rechtsextremen in der Jugendarbeit am Beispiel des NSU-Trios in Jena: Zum Umgang mit Neonazismus in der Jugendarbeit – der NSU im Jugendklub Winzerla. Das Trio Beate Zschäpe, Uwe Mundlos und Uwe Böhnhardt hatte sich in dem Jugendklub in Jena-Winzerla kennen gelernt, sie verbrachten ihre Jugend dort und waren eingebunden.
2018 zog sie nach Connewitz um und begann von dort aus im Wintersemester 2019 ihr Master-Studium Erziehungswissenschaften an der Universität Halle-Wittenberg.
Lina E. soll sich spätestens im August 2018 einer linksextremistischen Gruppe angeschlossen haben. Sie hatte in der Gruppe eine herausgehobene Stellung und die Bundesanwaltschaft warf ihr vor, „Kommandoführerin“ gewesen zu sein, die juristische Einstufung als Rädelsführerin wurde vom Oberlandesgericht und dem Bundesgerichtshof jedoch abgelehnt. Sie wählte Opfer aus, spähte sie aus und stellte Tatwerkzeuge bereit. Zumindest als „Überblicksperson“ sollte sie an allen zur Anklage gebrachten Überfällen beteiligt gewesen sein, was ihr jedoch nicht in allen Fällen nachgewiesen werden konnte.
Einen Monat nach dem mutmaßlich geplanten Angriff auf Brian E. wurde Lina E. am 10. Juli 2020 festgenommen, aber nach fünf Tagen Untersuchungshaft wieder freigelassen. Zu diesem Zeitpunkt waren sie und der ebenfalls tatverdächtige Johann G. bereits verlobt. Auf diesen Status berief sie sich während des Prozesses, um bezüglich Johann G. vom Zeugnisverweigerungsrecht Gebrauch zu machen. Die Beziehung der beiden endete und sie lösten ihre Verlobung nach dem Prozess.
Am 5. November 2020 wurde Lina E. in ihrer Wohnung in Connewitz erneut festgenommen und mit einem Helikopter der Bundespolizei zum Haftrichter am Bundesgerichtshof in Karlsruhe gebracht. Vom 6. November 2020 bis 31. Mai 2023 war sie in der Justizvollzugsanstalt Chemnitz inhaftiert. Bis zu diesem Prozess hatte sie keine Vorstrafen. Am 31. Mai 2023 wurde sie vom Oberlandesgericht Dresden zu einer Freiheitsstrafe von fünf Jahren und drei Monaten verurteilt. 
Im Oktober 2023 wurde öffentlich, dass die Generalbundesanwaltschaft erneut gegen Lina E. und zwei weitere Personen wegen eines Angriffs auf Teilnehmer einer rechtsextremen Veranstaltung am Bahnhof Roßlau (Elbe) im Januar 2019 ermittelt. Die Tat wird als versuchter Mord gewertet.
Nach der Bestätigung des OLG-Urteils durch den BGH am 19. März 2025 trat Lina E. am 24. April 2025 ihre übrige Haftzeit an.

### Jonathan Philipp M.
Jonathan Philipp M. (* 1994 in Duisburg), genannt „Nero“, wuchs in Weimar auf und ist Krankenpfleger. Er zog im Jahr 2017 nach Berlin und bewegte sich dort im Umfeld der Hausbesetzerszene in der Rigaer Straße. Im selben Jahr wurde er vor dem Amtsgericht Tiergarten wegen versuchter schwerer Körperverletzung und versuchten gefährlichen Eingriffs in den Luftverkehr zu einer 18-monatigen Freiheitsstrafe ohne Bewährung verurteilt. Er hatte im Juni des Jahres während gewaltsamer Zusammenstöße zwischen Linksautonomen und Polizisten in der Rigaer Straße den Piloten eines Polizeihubschraubers mit einem Laserpointer geblendet und dadurch den Absturz des Hubschraubers über dicht besiedeltem Gebiet billigend in Kauf genommen.
Jonathan Philipp M. soll sich „spätestens im September 2019“ der Gruppe angeschlossen haben. Er sollte am ersten Überfall auf das „Bull’s Eye“ im Oktober 2019 und am Überfall in Wurzen im Februar 2020 beteiligt gewesen sein, konnte jedoch für ersteren Belege vorweisen, dass er zur Tatzeit in einer linken Szenekneipe in Berlin war.
Mehrfach wurden im Prozess Tonmitschnitte aus Autos von Jonathan Philipp M. abgespielt, die Polizei hatte sie unbemerkt verwanzt: Am 15. Februar 2020 unterhielt sich Jonathan Philipp M. in seinem Smart Forfour mit Jannis R. und Lennart A. Diese Aufnahme entstand wohl zufällig, weil das Fahrzeug eigentlich wegen Ermittlungen bezüglich Protesten in der Rigaer Straße verwanzt worden war. Einer der drei berichtete von dem Überfall auf den Kanalarbeiter im Januar 2019 und, dass fälschlicherweise gegen einen ihrer Bekannten ermittelt werde. Auf Nachfrage der anderen beiden erklärte er: „Also der hat damit überhaupt nichts zu tun. Das waren wir.“ Die Verteidiger folgerten daraus, dass die anderen beiden nicht an der Tat beteiligt waren und die Gruppe keine kriminelle Vereinigung sei, weil sonst alle Mitglieder Kenntnis vom Überfall haben müssten. Am 17. Juli 2020, wenige Tage nach der ersten Verhaftung von Lina E., unterhielt sich Jonathan Philipp M. mit Johannes D. in seinem Smart Fortwo, mit dem sie im Dezember 2019 bei Jena geblitzt worden waren. Sie überlegten, ob die Polizei sie korrekt identifiziert hätte und sie bereits wegen der Überfälle verdächtigte.

### Jannis R.
Jannis R. (* 1985 in Freiberg) wuchs in Leipzig auf und machte 2003 sein Abitur. Er studierte ohne Abschluss Physik und Kommunikationswissenschaften. Eine spätere Ausbildung zum Erzieher konnte er nicht beenden, weil bei ihm die geringe Menge von 0,8 Gramm Marihuana sichergestellt wurde und Drogenkonsum als Ausschlussgrund für die Arbeit als Erzieher gilt. Zuletzt arbeitete er bei einem Pflegedienst.
Jannis R. soll sich „spätestens im September 2019“ der Gruppe angeschlossen haben. Mit Mobilfunkdaten konnte Jannis R. nachweisen, dass sich sein Mobiltelefon während des ersten Eisenacher Angriffs in Leipzig befand. Dieses Alibi soll seine Beteiligung an diesem Angriff widerlegen.

### Lennart A.
Lennart A. (* 1994 in Braunschweig), genannt „Mio“, machte 2014 sein Abitur und studierte ab 2015 Physik, später Mathematik an der Universität Leipzig, weshalb er nach Leipzig-Connewitz zog. Er soll sich „spätestens im Dezember 2019“ der Gruppe angeschlossen haben. Bis zu diesem Prozess hatte er keine Vorstrafen.

## Kronzeuge Johannes D.
Johannes D. (* 1992) war der wichtigste Zeuge im Prozess. Er stammt aus Bayern, lebte lange in Berlin und arbeitete dort als Erzieher. Er war bereits wegen Straftaten bei linksextremen Ausschreitungen in Paris und Frankfurt verurteilt, gehörte ebenfalls zur Gruppe um Lina E. und beteiligte sich mindestens am zweiten Angriff auf Leon R. im Dezember 2019, für den er den Gastwirt ausspähte.
Im Juni 2022 wurde bekannt, dass Johannes D. seit dem Frühjahr 2022 bei der Polizei und dem Verfassungsschutz umfassend ausgesagt hatte. Dabei benannte er den Ermittlern drei ihnen zuvor unbekannte Täter und beschrieb die interne Struktur der Gruppe. Seine Aussage wiederholte er auch im Prozess gegen Lina E. an zwölf Verhandlungstagen im September 2022.
Weil Johannes D. so umfangreich mit den Ermittlungsbehörden kooperiert hatte und mit dem Verweis auf „verfahrensökonomische Gründe“, verzichtete die Staatsanwaltschaft Gera auf den Vorwurf der Beteiligung an einer kriminellen Vereinigung und klagte ihn in einem gesonderten Prozess vor dem Landgericht Meiningen wegen gefährlicher Körperverletzung und Sachbeschädigung an. Dank der „Kronzeugenregelung“ wurde er nach nur einem Verhandlungstag am 27. Februar 2023 zu lediglich 18 Monaten Haft auf Bewährung verurteilt.
Die militante linke Szene gilt als extrem verschwiegen gegenüber Ermittlungsbehörden und es sei das erste Mal, dass jemand aus diesem Umfeld mit den Ermittlern der Soko LinX gesprochen habe, sagte deren Leiter im Prozess.
Während der Ermittlungen setzte die Polizei bis zu 100.000 Euro Belohnung für Zeugenaussagen aus, aber bis zum Prozessbeginn meldete sich kein Zeuge. Wegen seiner Aussage und weil in der linken Szene seit Oktober 2021 der Vorwurf einer Vergewaltigung gegen ihn kursiert und er Todesdrohungen erhielt, begab sich Johannes D. ins Zeugenschutzprogramm des LKA Sachsen.

## Weitere Verdächtige
Die Bundesanwaltschaft zählte kurz vor Ende des Prozesses im Mai 2023 insgesamt fünfzehn Personen zum „harten Kern“ der Gruppe. Obwohl sie bis zu diesem Zeitpunkt nur die vier angeklagten Personen identifizieren und den Tatvorwurf gegen sie ausreichend begründen konnte, wurde während des Prozesses und danach gegen weitere Personen ermittelt:

### Johann G.
Johann G. (* 1993 in Halle (Saale)); genannt „Lücke“, „Gucci“ oder „Spyle“; soll nach Recherchen von Zeit Online in Bayern aufgewachsen sein, zog nach seinem Abitur nach Leipzig, schloss sich dort der autonomen Szene an und hatte zuletzt keinen festen Wohnsitz mehr. Zeitweise studierte er Geschichte und Theologie. Er und Lina E. sollen gemeinsam die Gruppe angeführt haben. Wegen seiner Beteiligung an linksextremen Ausschreitungen im Januar 2015 saß er bereits über ein Jahr in Haft. Auf seine Finger hat er sich „HATE COPS“ (englisch für „[Ich] hasse Polizisten“ oder den Imperativ „Hasse Polizisten“) und auf seinen Arm „129“ (Verweis auf § 129 StGB Bildung krimineller Vereinigungen) tätowieren lassen.
Ab Sommer 2020 war Johann G. untergetaucht, was die Richter bis zum Urteil als Indiz für eine Fluchtgefahr bei Lina E. ansahen. Das LKA Sachsen hatte Johann G. 2021 zunächst als linksextremistischen Gefährder eingestuft, am 26. März 2021 erließ der Bundesgerichtshof Haftbefehl gegen ihn wegen des Vorwurfs der Mitgliedschaft in einer kriminellen Vereinigung und der Beteiligung an den Überfällen. Dennoch soll er sich später an Angriffen auf Besucher des Neonazi-Treffens „Tag der Ehre“ in Budapest um den 11. Februar 2023 beteiligt haben.
Im August 2023 wurde bekannt, dass die Soko LinX des LKA Sachsen zehn zusätzliche Beamte erhalten werde, um nach Johann G. und dreizehn weiteren gesuchten Linksextremisten zu fahnden. Zuvor hatte die sächsische Polizei erfolglos Amtshilfe beim Bundeskriminalamt beantragt, das die Fahndung zentral steuern und mindestens zwei Zielfahnder stellen sollte. Am 25. September 2023 leitete das Bundeskriminalamt eine bundesweite Öffentlichkeitsfahndung ein und das LKA Sachsen setzte 10.000 Euro Belohnung aus. Am 8. November 2024 konnte Johann G. in einer Regionalbahn zwischen Jena und Weimar festgenommen werden, weil seine Begleiterin von sächsischen Ermittlern observiert wurde.
Im Januar 2025 lehnte das Thüringer Oberlandesgericht in Jena die Auslieferung von Johann G. nach Ungarn ab, weil er deutscher Staatsbürger ist und bereits in Deutschland ein Strafverfahren gegen ihn läuft. Im Juni 2025 erhob der Generalbundesanwalt Anklage unter anderem wegen versuchten Mordes, gefährlicher Körperverletzung und Mitgliedschaft in einer linksextremistischen kriminellen Vereinigung.

### Tobias E.

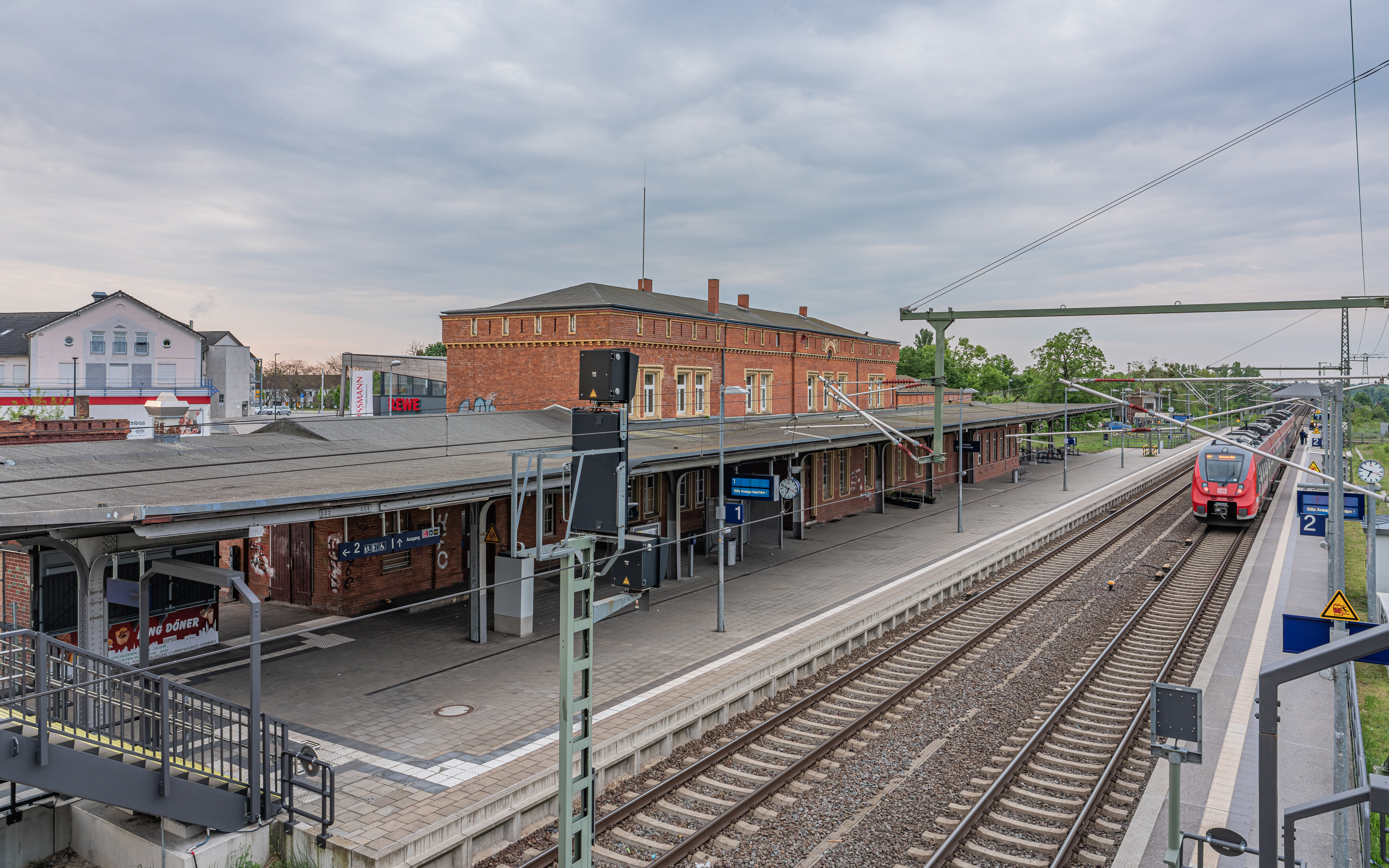
Bahnhof Roßlau (Elbe)

Tobias E. (* 1993 oder 1994) soll laut Bundesanwaltschaft seit 2018 zur Gruppe um Lina E. gehört haben. Sie wirft ihm vor, an einem Angriff auf Leon R. in Eisenach sowie an einem weiteren Überfall am 19. Januar 2019 beteiligt gewesen zu sein: In einer Unterführung am Bahnhof Roßlau (Elbe) überfielen 6 bis 7 Vermummte eine Gruppe von vier Männern, die von einem rechtsextremen Aufmarsch anlässlich des Gedenkens an den Luftangriff auf Magdeburg am 16. Januar 1945 zurückkehrten. Die Angreifer benutzten Waffen wie Hammer, Schlagring und Totschläger sowie Pfefferspray. Nachdem lange kein Verdächtiger für den Überfall ermittelt werden konnte, belastete Johannes D. in seinen Aussagen 2022 gegenüber dem Landeskriminalamt und im Dresdner Gerichtsprozess die Angeklagten sowie Tobias E.
Am 11. Februar 2023 beteiligte sich Tobias E. an den Angriffen auf Teilnehmer des rechtsextremen „Tag der Ehre“. Dafür wurde er im Januar 2024 zusammen mit der italienischen Aktivistin Ilaria Salis vor dem Budapester Stadtgericht angeklagt und unter Anrechnung der Untersuchungshaft in zweiter Instanz vom Tafelgericht Budapest zu einer Haftstrafe von einem Jahr und zehn Monaten verurteilt. Nach Ablauf seiner Strafe nahm Ungarn ihn in Auslieferungshaft und überstellte ihn nach Deutschland, wo er am 23. Dezember 2024 am Flughafen Frankfurt Main festgenommen wurde und in Untersuchungshaft kam.

### Tobias J.
Tobias J. (* 1975 oder 1976), genannt Nanuk, stammt aus Königs Wusterhausen. Er soll laut Generalbundesanwalt von 2018 bis 2020 Teil der Gruppe um Lina E. gewesen sein und sich an mindestens am Überfall auf das „Bull’s Eye“ in Eisenach 2019 beteiligt haben. In der Gruppe sei er für Logistik zuständig gewesen und habe als Kampfsporttrainer gewirkt. Er wurde ebenso vom Kronzeugen Johannes D. namentlich genannt und belastet. Spätestens nachdem die Wohnung von Tobias J. 2022 durchsucht wurde, tauchte er unter. 2023 geriet er in eine Verkehrskontrolle der Polizei, fuhr jedoch mit seinem Auto davon und galt seither als flüchtig. Zwischenzeitlich soll er sich in Nord-Syrien aufgehalten und der YPG angeschlossen haben, wo er möglicherweise militärische Ausbildung erhielt.
Am 21. Oktober 2024 wurde Tobias J. in Berlin-Kreuzberg festgenommen. Der MDR berichtete in diesem Zusammenhang, gegen ihn werde auch wegen eines Überfalls auf einen ehemaligen Vorsitzenden der NPD-Jugendorganisation Junge Nationalisten ermittelt.

### Weitere Personen
Am 21. Januar 2025 stellten sich in einer koordinierten Aktion am Amtsgericht Kiel und bei der Polizei in Bremen, Hamm und Köln sieben von neun Personen, nach denen die deutschen Behörden noch fahndeten, weil sie sich an den Überfällen beim „Tag der Ehre“ in Budapest im Februar 2023 beteiligt haben sollen. Es handelte sich um Männer und Frauen im Alter zwischen 21 und 27 Jahren. Die Anwälte der Gesuchten und deren Angehörigen teilten mit, sie wollten damit eine Auslieferung nach Ungarn vermeiden, weil sie dort kein rechtsstaatliches Verfahren und keine menschenwürdigen Haftbedingungen erwarten würden. Eine entsprechende Zusage der deutschen Justiz soll es aber nicht gegeben haben. Sechs von ihnen wurden in Untersuchungshaft genommen. Die siebte Person war ein 21-jähriger Syrer, der zwar legal in Deutschland lebte, für den als Nichtdeutscher bei einer Tat im Ausland jedoch die dortige ungarische Justiz zuständig ist.
Zu den Beschuldigten zählt auch Paul M., dem der Generalbundesanwalt vorwirft, auch Teil der Gruppe um Lina E. gewesen und am zweiten Überfall auf Leon R. in Eisenach im Dezember 2019 beteiligt gewesen zu sein. Außerdem soll er weitere Angriffe mit geplant und Waffen für die Gruppe gelagert haben.
Gegen Henry A., Tobias E., Johann G., Thomas J., Melissa K., Paul M. und Julian W. hat die Bundesanwaltschaft am 28. Mai 2025 mit je unterschiedlichen Vorwürfen wegen Körperverletzungsdelikten, Verdacht des versuchten Mordes (§ 211 StGB), Sachbeschädigung (§ 303 StGB), Urkundenfälschung (§ 267 Abs. 1 StGB), gefährlichen Eingriffs in den Straßenverkehr (§ 315b Abs. 1 Nr. 3, Abs. 2 und Abs. 3 i.V.m. § 315 Abs. 3 Nr. 1b StGB) und schweren Diebstahls (§ 242 Abs. 1, § 244 Abs. 1 Nr. 1 StGB) erhoben.

## Prozessverlauf bis zum erstinstanzlichen Urteil
Im November 2019 wurde beim Landeskriminalamt Sachsen die „Soko LinX“ gegründet, die zunächst für alle linksextremistischen Straftaten zuständig war. Die Soko ist deshalb federführend bei den Ermittlungen gegen die Gruppe um Lina E.
Am 14. Mai 2021 erhob die Bundesanwaltschaft Anklage vor dem Staatsschutzsenat des Oberlandesgerichts Dresden. Zu den Anklagepunkten zählten:
- Bildung einer kriminellen Vereinigung
- gefährliche Körperverletzung
- räuberischer Diebstahl[29]
- besonders schwerer Landfriedensbruch
- Sachbeschädigung
- Urkundenfälschung

Im April 2021 erließ der Ermittlungsrichter des Bundesgerichtshofs gegen Lina E. einen neuen Haftbefehl. Ihre Verteidiger beantragten, sie nach sechs Monaten Untersuchungshaft freizulassen, weil ein „erheblicher Teil der Vorwürfe nicht haltbar“ sei. Der Bundesgerichtshof lehnte den Antrag im Juni 2021 ab.
Am 29. Juli 2021 erhob die Bundesanwaltschaft eine weitere Anklage gegen Lina E. vor dem genannten Staatsschutzsenat. Es ging darin noch immer um die Mitgliedschaft in einer linksextremistischen kriminellen Vereinigung sowie um eine weitere gemeinschaftlich begangene gefährliche Körperverletzung (§ 223 Abs. 1, § 224 Abs. 1 Nr. 2 und 4 StGB). Gegenstand der Anklage war der Vorwurf einer Tat in Leipzig-Gohlis am 2. Oktober 2018.
Am 2. August 2021 wurde das Hauptverfahren eröffnet und am 8. September 2021 begann die Hauptverhandlung. Der Vorsitzende Richter Hans Schlüter-Staats (* 1961) leitete bereits die Verfahren gegen den früheren Dresdner Oberbürgermeister Ingolf Roßberg, Abdullah Al Haj Hasan, die Gruppe Revolution Chemnitz und die Gruppe Freital. Er plante ursprünglich 50 Prozesstage bis März 2022 mit 48 Zeugen und drei Sachverständigen. Drei Verletzte traten im Prozess als Nebenkläger auf, unter anderem vertreten durch die Rechtsanwälte Frank Hannig und Martin Kohlmann. Noch vor Verlesung der Anklage veröffentlichte der Neonazi Sebastian Schmidtke auf Twitter ein Foto von Lina E. im Gerichtssaal, das Kohlmann aufgenommen haben soll, weswegen er vom Vorsitzenden ermahnt wurde.
Ende September 2021 leitete die Generalstaatsanwaltschaft Dresden Ermittlungen gegen Unbekannt wegen des Verrats von Dienstgeheimnissen ein, nachdem das rechtsextreme Magazin Compact Informationen und Fotos aus Ermittlungsakten veröffentlicht hatte. Es schrieb, es seien „tausende Seiten Fallakten gesichtet“ worden. Auch der Focus und Die Welt berichteten aus Ermittlungsunterlagen. Im Prozess äußerte der Vorsitzende Richter den Verdacht, einer der Anwälte der Nebenkläger könnte die Informationen weitergegeben haben. Die Verteidiger von Lina E. hatten bereits im Dezember 2020 Anzeige wegen der Weitergabe von Informationen erstattet, verdächtigten aber eher Mitarbeiter der Soko LinX. Tatsächlich ermittelte die Staatsanwaltschaft Chemnitz ab Oktober gegen einen von ihnen wegen der mutmaßlichen Weitergabe von Informationen an Compact in einem anderen Fall.
Im Oktober 2021 wurde bekannt, dass die Generalstaatsanwaltschaft Naumburg gegen eine frühere Mitarbeiterin des Klinikums Magdeburg ermittle, weil sie im Verdacht stand, Melde- und Adressdaten möglicher Opfer illegal an die Gruppe um Lina E. weitergegeben zu haben. Als Buchhalterin hatte sie dienstlich Zugang zum Melderegister und soll unter anderem die Anschrift einer Maklerin und Prokuristin eines Immobilienunternehmens aus Leipzig übermittelt haben, die im November 2019 von zwei Maskierten in ihrer Privatwohnung überfallen wurde. Dieser Angriff war letztlich jedoch nicht Teil der Anklage in diesem Prozess. Bei einer Hausdurchsuchung bei der Klinikmitarbeiterin fanden Ermittler Meldedaten von 190 Personen, größtenteils polizeibekannt und aus dem rechtsextremen Spektrum, sowie eingegangene E-Mails mit Anfragen der Gewalttäter. Im März 2024 erhob die Dresdner Generalstaatsanwaltschaft Anklage vor einem Leipziger Amtsgericht wegen Beihilfe zur gefährlichen Körperverletzung in zwei Fällen und Hausfriedensbruchs.
Im März 2022 sollten zwei Gäste des „Bull’s Eye“ als Zeugen aussagen, blieben jedoch unentschuldigt fern, wofür das Gericht Ordnungsgelder verhängte. Auch der Gastwirt Leon R. erschien nicht wie vorgeladen, sondern ließ sich mit einem ärztlichen Attest entschuldigen. Er hatte zuvor einem weiteren Zeugen per Sprachnachricht Tipps geschickt, wie dieser eine Aussage umgehen könnte. Außerdem tauchte ein Foto auf, das Leon R. wenige Tage nach dem geplatzten Gerichtstermin vital und vor einer Hakenkreuzfahne posierend zeigt.
Nachdem alle Angeklagten im Prozess lange Zeit geschwiegen hatten, machte Lina E. am 73. Verhandlungstag im Oktober 2022 erstmals eine Aussage. Sie berichtete über ihren Lebensweg, ihre beruflichen Pläne und ihre politischen Ansichten. Bezüglich ihres damaligen Verlobten Johann G. machte sie weiterhin explizit von ihrem Zeugnisverweigerungsrecht Gebrauch.
In ihrem Plädoyer forderte die Bundesanwaltschaft im April 2023 acht Jahre Haft für Lina E. und für die Mitangeklagten zwischen zwei Jahren und neun Monaten sowie drei Jahren und neun Monaten. Lina E. soll danach Rädelsführerin gewesen sein.
Die Verteidiger von Lina E. forderten am 19. April 2023 Freispruch in fast allen Fällen, weil bei mehreren Überfällen nicht erwiesen sei, dass Lina E. beteiligt gewesen sei. Weil eine Verteidigerin von Lennart A. in ihrem Plädoyer am darauffolgenden Tag sagte, dass Johannes D. in diesem Prozess sowie im Verfahren gegen ihn vor dem Landgericht Meiningen im Februar 2023 widersprüchliche Aussagen gemacht habe, eröffnete das Gericht überraschend erneut die Beweisaufnahme. Am 17. Mai 2023, dem 97. Verhandlungstag, bezeugte allerdings ein Vertreter der Staatsanwaltschaft Gera, dass Johannes D. auch beim Verfahren in Meiningen dasselbe ausgesagt habe: Bei den Kampfsporttrainings, die Mitglieder der Gruppe 2017 in Leipzig besuchten, habe es sich bereits um konkrete Trainings für Angriffe auf Neonazis gehandelt. Das könnte ein Beleg für die Bildung einer kriminellen Vereinigung sein. Im Anschluss wurde die Beweisaufnahme erneut beendet und die Plädoyers wurden am gleichen Tag fortgesetzt.

## Erstinstanzliches Urteil
Am 31. Mai 2023 wurde nach 98 Verhandlungstagen das Urteil verkündet.
Die vier Angeklagten wurden zu Freiheitsstrafen verurteilt. Der Vorsitzende Richter Hans Schlüter-Staats würdigte antifaschistisches Engagement, solange es nicht um Gewalt gehe. Der Staatsschutzsenat blieb hinsichtlich Lina E. deutlich unter der von der Bundesanwaltschaft geforderten Freiheitsstrafe von acht Jahren. Zu ihren Gunsten spreche, dass sie nicht vorbestraft ist und die Dauer des Verfahrens und die lange Untersuchungshaft eine erhebliche Belastung für sie dargestellt habe. Daneben hat der Senat mehreren Geschädigten Schmerzensgeld sowie Schadensersatz zugesprochen. Hinsichtlich der für 2018 vorgeworfenen Überfälle ergingen Freisprüche. Zwei Angeklagte wurden zudem hinsichtlich des Überfalls auf das „Bull’s Eye“ 2019 freigesprochen.
Nach der Pressemitteilung des Oberlandesgerichts zum Urteil liegt eine Vereinigung „[g]eeint durch linksextremistische Überzeugungen und einen militanten Antifaschismus“ vor, die sich spätestens Anfang 2018 zur Begehung von Straftaten gebildet habe. Lina E. und der flüchtige Johann G. hätten in der Gruppe „eine herausgehobene Rolle“ gespielt. Lennart A. habe sich der Vereinigung angeschlossen. Laut einem Pressebericht wurde in der mündlichen Urteilsbegründung Lina E. nicht als Rädelsführerin eingestuft.
- Lina E. wurde zu einer Gesamtstrafe von fünf Jahren und drei Monaten Freiheitsstrafe wegen mitgliedschaftlicher Beteiligung an einer kriminellen Vereinigung, mehrfacher gefährlicher Körperverletzung, Sachbeschädigung, Urkundenfälschung, Diebstahl und Nötigung verurteilt. Im Übrigen wurde sie hinsichtlich der Beteiligung an zwei weiteren gefährlichen Körperverletzungen freigesprochen. Die Freisprüche bezogen sich auf die in der Anklage erhobenen Vorwürfe der Beteiligung an dem Überfall auf Enrico B. am 2. Oktober 2018 in Leipzig sowie der Beihilfe zu einem Überfall auf Cedric S. am 30. Oktober 2018 in Wurzen.[1]

- Lennart A. wurde zu einer Gesamtstrafe von drei Jahren Freiheitsstrafe verurteilt wegen mitgliedschaftlicher Beteiligung an einer kriminellen Vereinigung, mehrfacher gefährlicher Körperverletzung, Sachbeschädigung und Urkundenfälschung.[1]

- Jannis R. wurde zu einer Gesamtstrafe von zwei Jahren und fünf Monaten Freiheitsstrafe verurteilt wegen Unterstützung einer kriminellen Vereinigung und mehrfacher gefährlicher Körperverletzung. Im Unterschied zu der Anklage und dem Eröffnungsbeschluss wurde er nicht als Mitglied, sondern nur als Unterstützer der kriminellen Vereinigung angesehen. Hinsichtlich einer weiteren in der Anklage vorgeworfenen gefährlichen Körperverletzung wurde er freigesprochen. Der Freispruch bezog sich auf die in der Anklage vorgeworfene Beteiligung an dem Überfall auf das „Bull’s Eye“ am 19. Oktober 2019.[1]

- Jonathan Philipp M. wurde zu einer Gesamtstrafe von drei Jahren und zwei Monaten Freiheitsstrafe verurteilt wegen Unterstützung einer kriminellen Vereinigung, mehrfacher gefährlicher Körperverletzung und Beihilfe zu mehrfacher Körperverletzung sowie zur Sachbeschädigung. Im Unterschied zu der Anklage und dem Eröffnungsbeschluss wurde er nicht als Mitglied, sondern nur als Unterstützer der kriminellen Vereinigung angesehen. Hinsichtlich einer weiteren in der Anklage vorgeworfenen gefährlichen Körperverletzung wurde er freigesprochen. Der Freispruch bezog sich auf die in der Anklage vorgeworfene Beteiligung an dem Überfall auf das „Bull’s Eye“ am 19. Oktober 2019.[1]

Im Hinblick auf die lange Zeit in Untersuchungshaft und die nunmehr verhängte Freiheitsstrafe, auf die die Untersuchungshaft anzurechnen sein wird, wurde der Haftbefehl gegen Lina E. gegen Auflagen außer Vollzug gesetzt. Sie musste ihren Personalausweis und Reisepass abgeben, muss sich zweiwöchentlich bei der örtlichen Polizei melden und darf ihren Wohnsitz nur mit Zustimmung des Gerichts wechseln. Die übrigen erstinstanzlich Verurteilten befinden sich weiterhin in Freiheit.
Das Urteil ist außer in Bezug auf Lina E. noch nicht rechtskräftig; sowohl von Seiten aller vier erstinstanzlich Verurteilten als auch von Seiten der Bundesanwaltschaft wurde Revision zum Bundesgerichtshof eingelegt.

## Revision
Die Hauptverhandlung zu beiden Revisionen im Fall Lina E. fand am 6. Februar 2025 am Bundesgerichtshof in Karlsruhe statt. Am 19. März 2025 verwarf der 3. Strafsenat unter Vorsitz von Richter Jürgen Schäfer die Revision der Bundesanwaltschaft. Diese hatte erfolglos gerügt, dass Lina E. hinsichtlich der Mitwirkung an einer Tat der Gruppierung freigesprochen und nicht als Rädelsführerin eingestuft worden war. Auf die Revision der Angeklagten wurde der Schuldspruch in geringem Maße geändert, insbesondere im Hinblick auf die Konkurrenzen – am Strafmaß änderte das aber nichts. Lina E. war zur Verhandlung nicht persönlich erschienen, muss die verbleibende Haftstrafe aber nun antreten.
Termine für die Revisionsverfahren der drei anderen Angeklagten sind noch nicht bekannt. Der Vorsitzende Jürgen Schäfer stellte bei der Urteilsverkündung im Verfahren gegen Lina E. jedoch eine „zeitnahe“ Entscheidung in schriftlicher Form ohne mündliche Verhandlung in Aussicht.

## Rezeption
Lina E. war bis zu ihrer Verhaftung keine besonders bekannte Persönlichkeit. Aber seit ihrer „spektakulären“ Verhaftung im November 2020 wurde sie zur Symbolfigur und gilt in der linken und im Besonderen in der Antifa-Szene als „Märtyrerin“, die zu Unrecht oder zumindest übermäßig hart vom Staat verfolgt werde. Als übertrieben kritisiert wurden:
- die Übernahme des Ermittlungsverfahrens durch die Bundesanwaltschaft (Lina E. und ihre Mitangeklagten seien die ersten Linksextremen seit Jahrzehnten, gegen die die Bundesanwaltschaft ermittele),[54]
- die hohen Sicherheitsvorkehrungen während des Gerichtsprozesses (unter anderem mit einem Hubschrauber über dem Gebäude),[16]
- das hohe Strafmaß im Urteil, das sich in weiten Teilen auf die Aussagen nur eines Zeugen stützte,[113] dessen Aussagen zum Teil zweifelhaft oder widersprüchlich waren,[114][115][116]
- dass nicht mit gleicher Härte gegen Rechtsextremisten vorgegangen werde.[113][117]

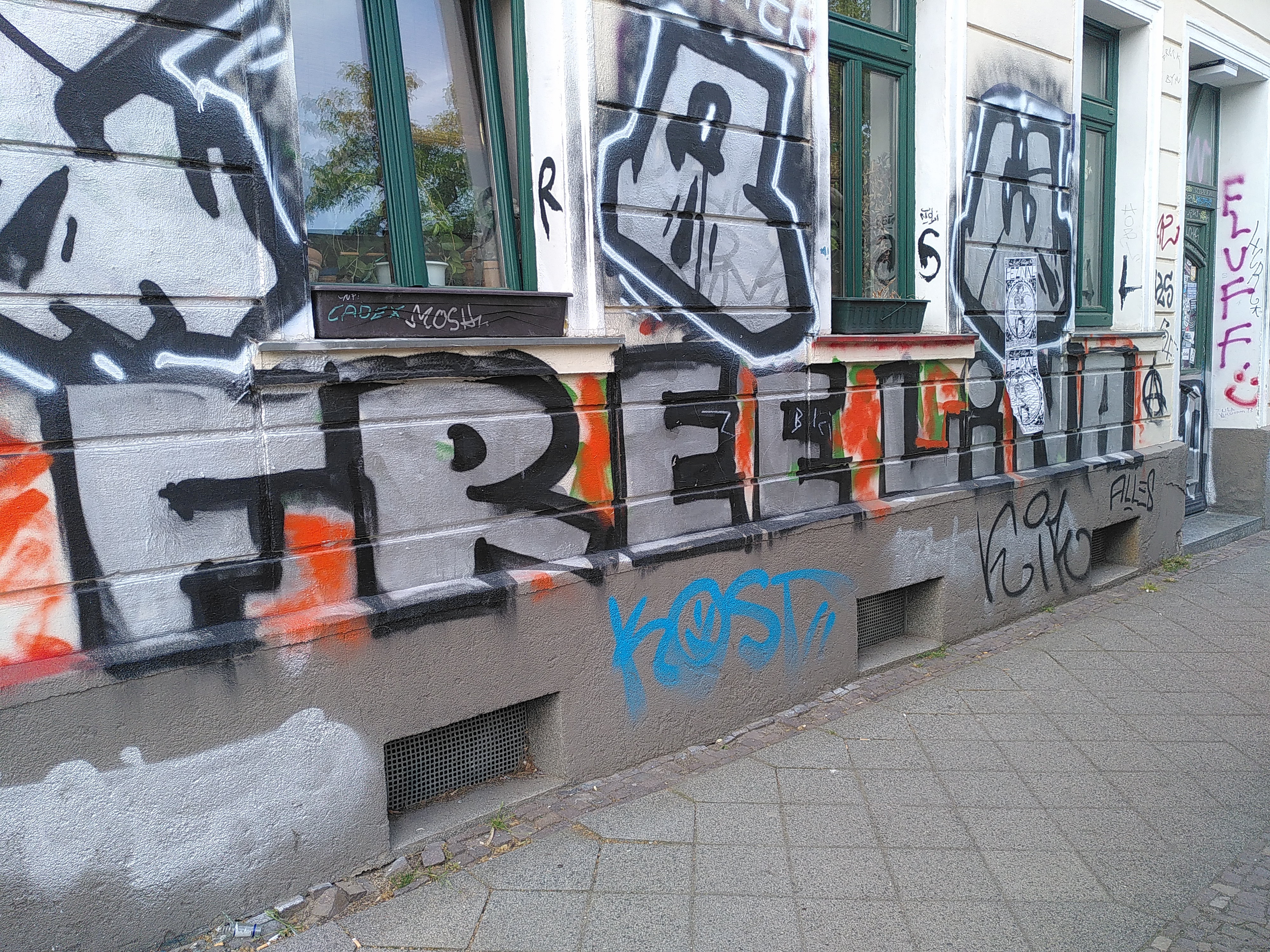
„Free Lina“-Graffito in Leipzig-Connewitz (2023)

Für Lina E. werden aktiv Spenden gesammelt und es gibt ein Netzwerk linker Prozessbeobachter und Unterstützer für sie. Graffiti wie „Free Lina“ (englisch für „Freiheit für Lina“) finden sich zahlreich in Leipzig sowie in anderen Städten in ganz Deutschland.

### Vor dem Prozess
Nach einem Brandanschlag auf Fahrzeuge der Bundeswehr in Leipzig in der Silvesternacht 2020/2021 wurde in einem Bekennerschreiben „Freiheit für Lina“ gefordert. Auch die Zündung eines Sprengsatzes vor dem „Bull’s Eye“ in Eisenach am 11. Januar 2021 wird teils als Rache für die Inhaftierung von Lina E. interpretiert.
Das Zentrum für Politische Schönheit forderte im März 2021 auf Twitter eine Bundesverdienstmedaille für Lina E.
Die Abgeordneten des Sächsischen Landtages Kerstin Köditz und Juliane Nagel (beide Die Linke) kritisierten im September 2021 kurz vor Beginn des Prozesses, die Anklage könne kein Gründungsdatum, Gründungsmitglieder oder die Organisationsstruktur einer kriminellen Vereinigung angeben und dieser Vorwurf sei deshalb nicht haltbar.
Am 7. September 2021, einen Tag vor Prozessbeginn, veröffentlichte das Magazin Compact einen großen Online-Artikel mit dem vollständigen Namen und unverpixelten Fotos von Lina E. Ihre Verteidiger kündigten daraufhin presserechtliche Schritte gegen das Magazin an. Im Mai 2021 war dem Magazin vom Landgericht Leipzig im Eilverfahren die Wiederholung seiner Berichterstattung über angebliche Kontakte Juliane Nagels zu einem Beschuldigten im Lina-E.-Verfahren verboten worden, die Juliane Nagel eidlich in Abrede gestellt hatte.

### Während des Prozesses
Für den 18. September 2021 meldete Juliane Nagel in Leipzig-Connewitz eine Solidaritätsdemonstration unter dem Titel „Wir sind alle LinX“ an, bei der unter anderem die Freilassung von Lina E. sowie die Auflösung der Soko LinX gefordert wurden. Die Polizei nannte 3500 Teilnehmer, die Organisatoren 6000. Zu Beginn der Demonstration im Leipziger Zentrum beteiligten sich unter anderem Sören Pellmann und Marco Böhme von Der Linken. Später kam es am Rande der Demonstration zu Ausschreitungen, die bundesweit Beachtung fanden: Es wurden Pflastersteine, Flaschen, Pyrotechnik und Farbe gegen die Polizei und Gebäude geworfen und eine brennende Straßenbarrikade errichtet. Eine Gruppe vermummter Demonstranten bedrohte den Leiter des Polizeilichen Terrorismus- und Extremismusabwehrzentrums („PTAZ“) auf einem Banner mit seinem Namen und der Aufschrift „Bald ist er aus Dein Traum, dann liegst Du im Kofferraum“ (in Anlehnung an die Entführung und Ermordung Hanns Martin Schleyers). Die Staatsanwaltschaft ermittelte daraufhin gegen Unbekannt. Nagel stand nach der Demo in der Kritik und die Vorsitzenden Der Linken Sachsen distanzierten sich öffentlich von den Ausschreitungen und Gewaltaufrufen. Ebenso verurteilten die Morddrohung der Leipziger Oberbürgermeister Burkhard Jung sowie der damalige Co-Bundesvorsitzende von Bündnis 90/Die Grünen Robert Habeck.
Im November 2022 beantragte die CDU-Fraktion im Thüringer Untersuchungsausschuss „Politisch motivierte Gewaltkriminalität“ Einsicht in die Unterlagen des Strafverfahrens in diesem Prozess, um Erkenntnisse über die linksextreme Szene in Thüringen zu gewinnen.
Mitte Mai 2023 zitierte Der Spiegel aus einem internen Papier des Bundeskriminalamts. Mehrere linksextreme Gewalttäter, die teilweise per Haftbefehl gesucht werden, sollen sich demnach systematisch auf ein Leben im Untergrund vorbereitet haben, sich beispielsweise ausreichend Bargeld und falsche Ausweispapiere beschafft haben und bereits längerfristig untergetaucht sein. Eine solche Professionalisierung sei in der linksextremen Szene „letztmalig zu Zeiten der RAF feststellbar“ gewesen. Außerdem warnte das Bundesamt für Verfassungsschutz vor „Aktionen gegen Mitarbeitende der Strafverfolgungs- und Sicherheitsbehörden“. Daher hätten Richter und Staatsanwälte bereits vor Veröffentlichung des Zeitungsberichts unter Polizeischutz gestanden.

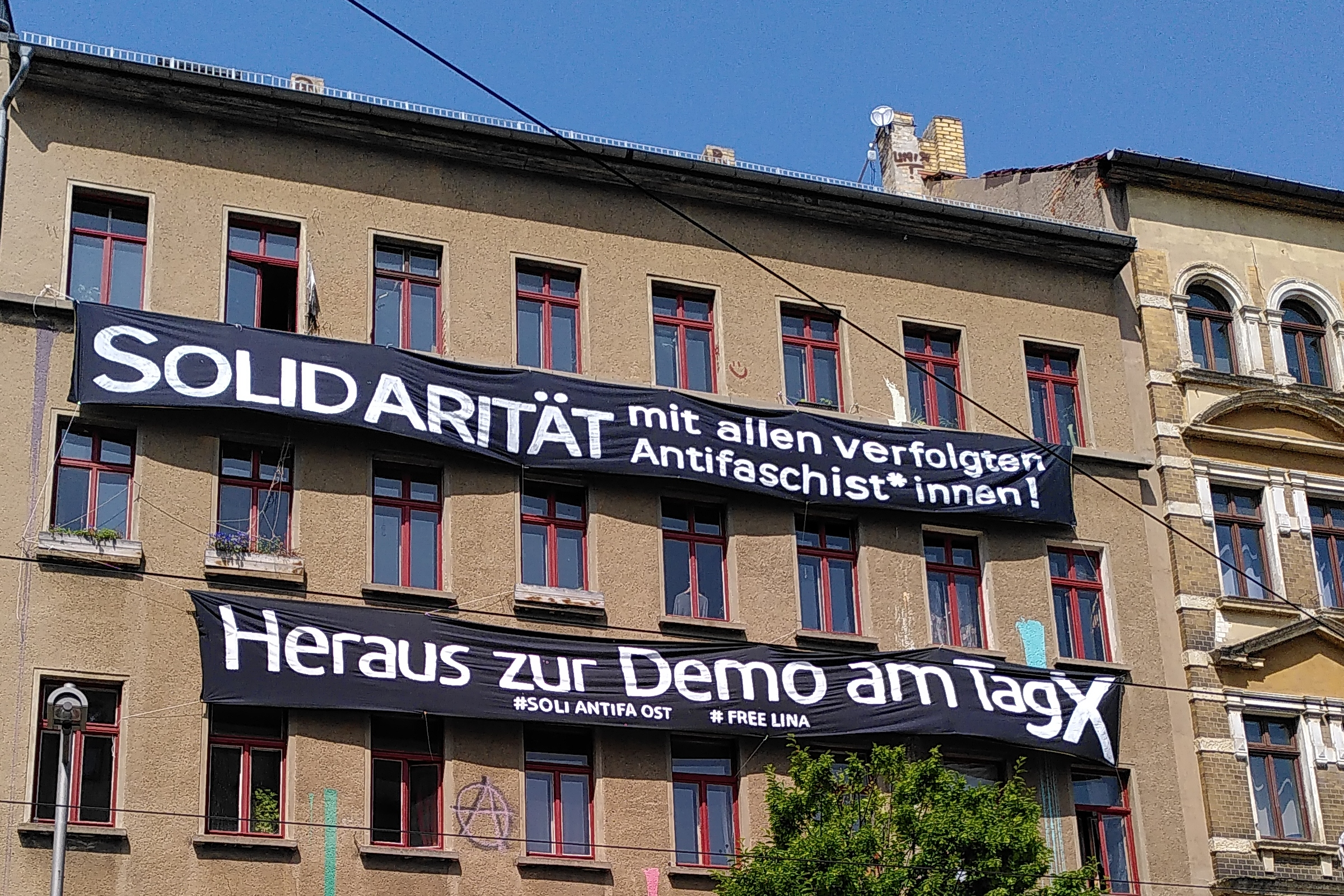
Demo-Aufruf für „Tag X“ in der Leipziger Eisenbahnstraße (Mai/Juni 2023)

Bereits Monate vor der erwarteten Urteilsverkündung wurde in der radikalen linken Szene zu Demonstrationen an „Tag X“, dem ersten Samstag nach der Urteilsverkündung, geworben. Die Polizei kündigte für diesen Tag, der letztlich auf den 3. Juni 2023 fiel, einen Großeinsatz in Leipzig mit über 2000 Einsatzkräften an.

### Nach dem erstinstanzlichen Urteil
Das Urteil wurde am Tag seiner Verkündung von Bundesjustizminister Marco Buschmann begrüßt, der unter anderem betonte: „Extremismus bekämpft man nicht mit Extremismus.“ Bundesinnenministerin Nancy Faeser konstatierte, dass „in linksextremistischen Gruppen Hemmschwellen gesunken [seien], politische Gegner auch mit äußerster Brutalität anzugreifen“, missbilligte jegliche Selbstjustiz und warnte vor einer weiteren „Radikalisierungs- und Gewaltspirale“. Gegenüber den angekündigten Protesten kündigte sie verstärkte polizeiliche Aufmerksamkeit an. Der Präsident des Bundesamts für Verfassungsschutz Thomas Haldenwang erklärte, der Fall stehe „beispielhaft für das hohe Gewaltpotenzial und Radikalisierungsniveau, das in Teilen der linksextremistischen Szene vorherrscht und in dieser Form eine neue Entwicklung im Linksextremismus darstellt“, und stellte die Taten in die Nähe von Linksterrorismus, auch wenn die Schwelle dazu „noch nicht“ überschritten sei.

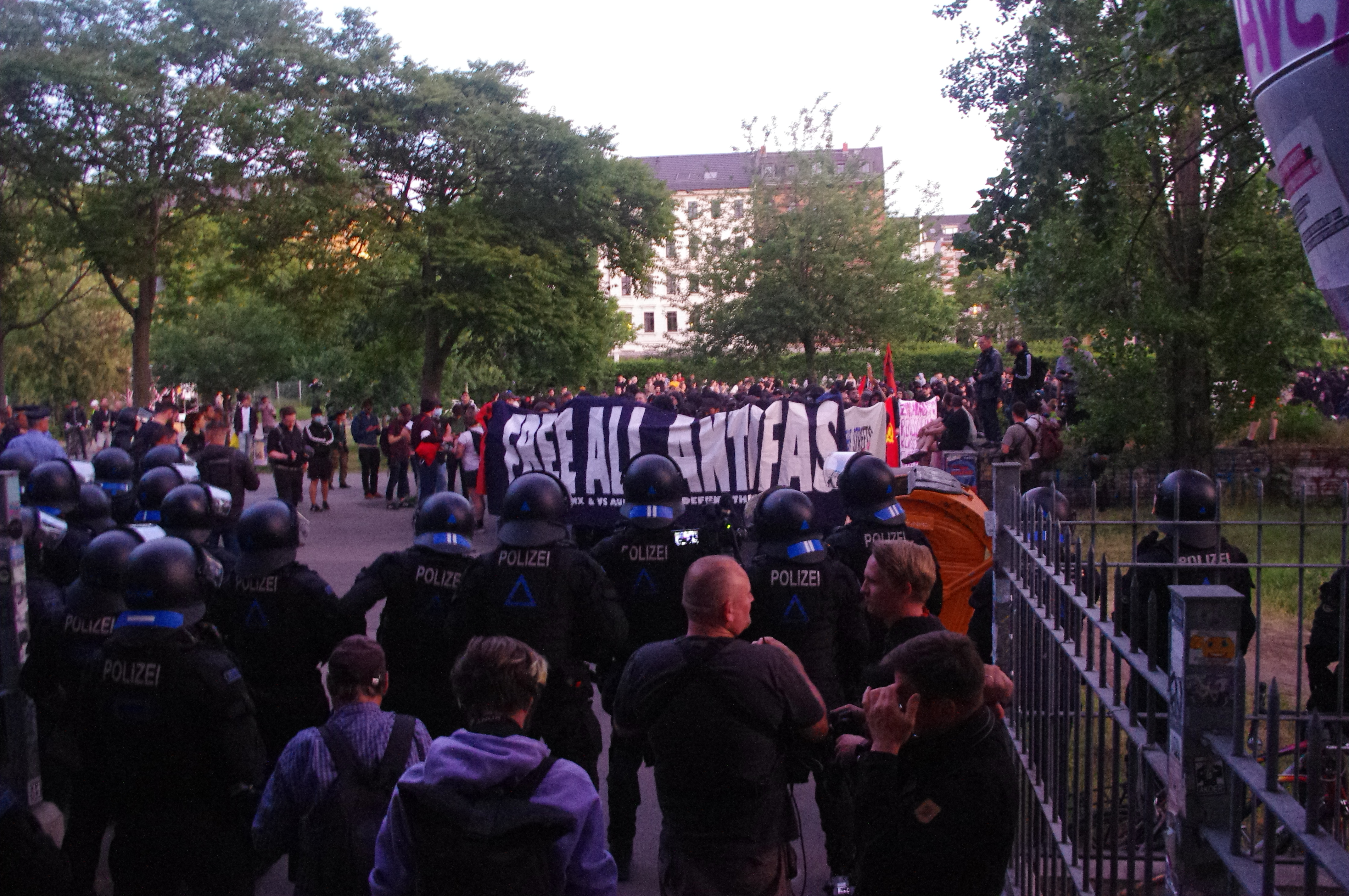
Polizei beendet Demo im Leipziger Lene-Voigt-Park (31. Mai 2023)

Noch am selben Abend kam es in mehreren Städten zu Protesten, darunter in Hamburg mit circa 2000 Teilnehmern. Während es vielerorts friedlich blieb, kam es in Leipzig zu Ausschreitungen: Eine angemeldete Demo mit 800 Teilnehmern wurde von der Polizei noch am Startpunkt beendet, woraufhin Polizisten angegriffen wurden und zahlreiche Demonstranten eine nahegelegene Straßenkreuzung besetzten.
Tags darauf verbot die Stadt Leipzig die für den 3. Juni angemeldete „Tag-X“-Demo in Connewitz mit Verweis auf die angekündigte Gewalt und mehrere Parallelveranstaltungen in der Stadt. Dieses Verbot wurde mehrfach gerichtlich bestätigt. Stattdessen durfte in der angrenzenden Südvorstadt eine Demonstration mit 2000 Teilnehmern unter dem Motto „Die Versammlungsfreiheit gilt auch in Leipzig“ stattfinden, die offiziell gegen das Verbot der ursprünglichen Demo protestierte, jedoch als Ersatzveranstaltung für diese wahrgenommen wurde. Nachdem es auch dabei zu Ausschreitungen gekommen war und Polizisten angegriffen worden waren, wurden über 1000 Menschen in einem Polizeikessel eingeschlossen, teils die ganze Nacht über. Wegen der großen Personenzahl, der Dauer sowie der schlechten Versorgung mit Trinkwasser oder Zugang zu Toiletten und weil auch Kinder und Jugendliche betroffen waren, wurde die Maßnahme als unverhältnismäßig kritisiert, unter anderem vom Staats- und Verwaltungsrechtler Clemens Arzt.

### Revisionsverhandlung am Bundesgerichtshof
Zur mündlichen Verhandlung im Revisionsverfahren gegen Lina E. am 6. Februar 2025 demonstrieren vor dem Bundesgerichtshof in Karlsruhe rund 100 Personen. Vor der Urteilsverkündung am 19. März 2025 wurden die Anmelde- und Zugangsregeln für Pressevertreter und Zuschauer vorsorglich verschärft, an diesem Tag versammelten sich dort einige dutzend Sympathisanten.

## Dokumentation
- Volkmar Kabisch, Felix Meschede, Sebastian Pittelkow, Nino Seidel für STRG F: Links und gewaltbereit? Der Fall Lina E. Reportage vom 7. Dezember 2021 auf ZDF.de (39 Minuten)
- Thomas Datt für MDR exactly: Lina E. – ein Urteil mit Folgen. Reportage vom 6. Juni 2023 in der ARD Mediathek (30 Minuten)
- Nino Seidel für Panorama – die Reporter: Linksextrem und brutal?. Reportage vom 7. Dezember 2021 in der ARD Mediathek (30 Minuten)
- Denise Peikert: Der Fall Lina E. – Wenn der Kampf gegen Neonazis in Gewalt eskaliert. Sechsteiliger Podcast der Leipziger Volkszeitung, 2023. (Die ersten beiden Folgen sind kostenlos abrufbar, 26 bis 45 Minuten pro Folge.)
- Radio Blau: „Dann wird es ... in Zukunft häufiger Anklagen wegen 129 geben“ – Interview mit RA Werner (Verteidiger im Antifa Ost Prozess) vom 2. Juni 2023 (28 Minuten)
- Anton Zirk, Edgar Lopez und Marc Zimmer: Die Fascho-Jägerin?! – Der Fall Lina E. und seine Folgen (sechsteiliger Podcast für MDR Aktuell, zwischen 30 und 55 Minuten je Folge, ab 16. Oktober 2023)